# 후안 마르세

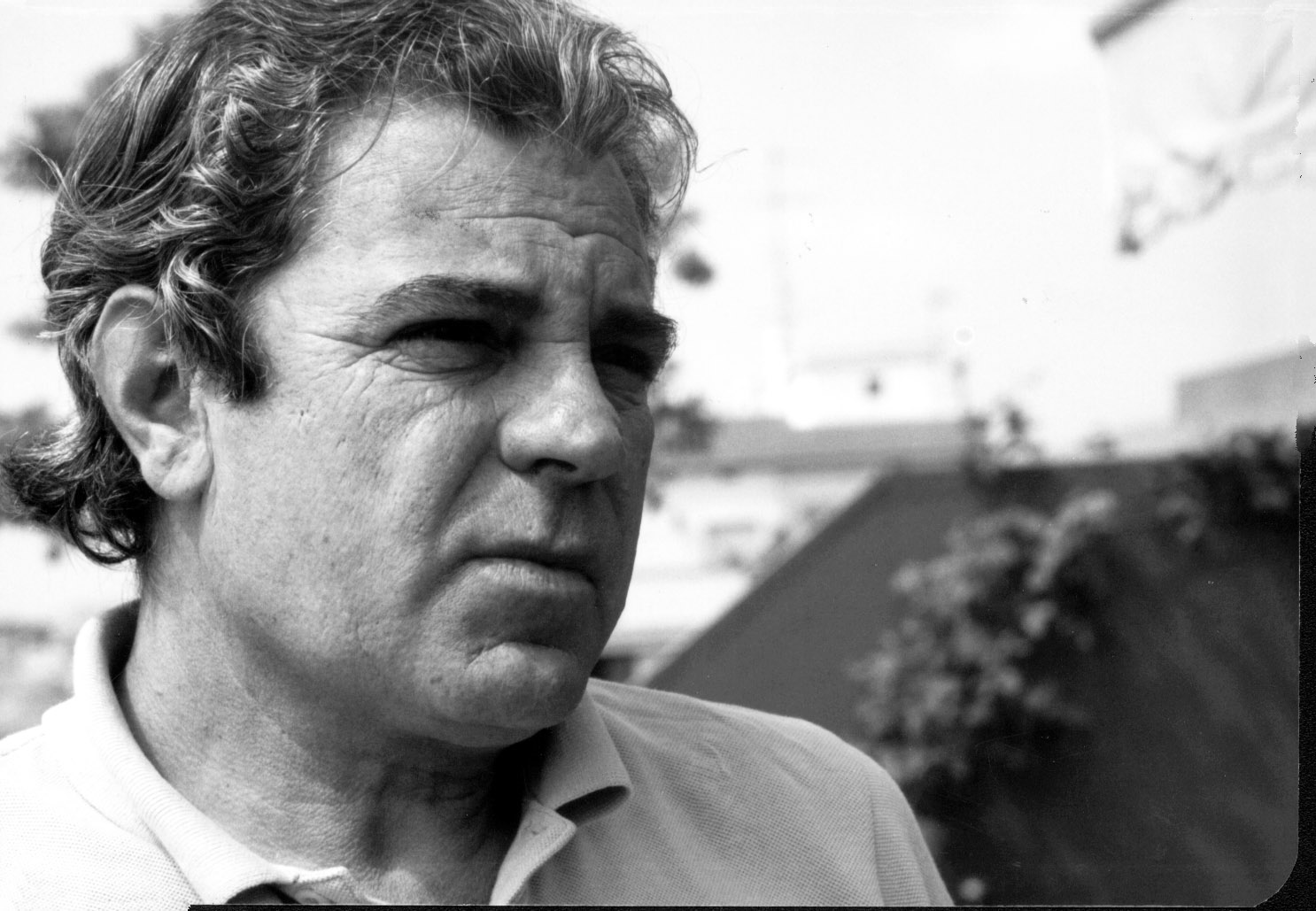
후안 마르세

후안 마르세(Juan Marsé, 1933년 1월 8일 ~ 2020년 7월 19일)는 스페인의 소설가이자 저널리스트이자 각본가이다.
1933년 스페인 바르셀로나에서 태어났다. 1954년 군을 입대하여 18개월 동안 복무했고, 1958년 단편 소설을 시작하여, 1960년 첫 장편 〈장난감 하나만 가지고 갇힌 사람들〉로 비블리오떼까 브레베 상 최종 후보에 올랐다. 1983년 영화화되었고, 그외 다수의 작품이 영화로 제작하였다.
오랜 투병 끝에 2020년 7월 19일 숙환으로 사망하였다.

## 주요 작품
- 장난감 하나만 가지고 갇힌 사람들
- 떼레사와 함께한 마지막 오후들
- 여대생과 좀도둑